# Türnleberg
Der Türnleberg ist ein Berg mit einer Höhe von 793 m ü. NN beim Villingen-Schwenninger Stadtteil Mühlhausen. Der Türnleberg liegt auf der ehemaligen Landesgrenze zwischen Baden und Württemberg, in der Nähe des Burgrains (765 m ü. NN) von Hochemmingen.
Unterhalb des Türnlebergs (120 m Richtung SW) ist ein Grabhügel eines keltischen Burgherrn mit einem Durchmesser von 34 m. Der Grabhügel liegt am Türnlebergweg vom Burgrain ca. 330 m, in Richtung der B 523 auf der rechten Seite.
Auf dem Türnleberg befanden sich eine keltische Siedlung und eine mittelalterliche Burg, von denen kaum noch etwas zu sehen ist.